# Karl Kinch
Karl Fredrik Kristian Kinch, född 3 september 1892 i Stockholm, död 13 juli 1981 i Högalids församling i Stockholm, var en svensk skådespelare, teaterledare, regissör och operettsångare (tenor).

## Biografi
Karl Kinch var son till grosshandlaren Otto Kinch och Nicoline Behrens. Han fick sin grundutbildning i sång för Ture Rangström och Gertrud Grubbström samt studerade scenisk framställningskonst för  Elisabeth Hjortberg. Kinch scendebuterade 1915 som Prins Frittelini i operetten Lyckoflickan på Oscarsteatern där han sedan blev kvar fram till 1918. Därpå följde ett långt engagemang till 1935 vid Stora Teatern, Göteborg, där han de sista nio åren även var regissör och teaterchef och bland annat introducerade flera engelska musikaler. Därefter var han vid Vasateatern 1935–1936 och Oscarsteatern 1936–1937.
Under åren 1929–1934 och 1939 var han ledare för folkparksturnéer, 1941 ledare för Skansens Friluftsteater och 1944–1962 ledare för olika avdelningar inom Centraloperetten. Kinch fortsatte att turnera ända till 1973, då han var över 80 år gammal. 
På Oscarsteatern iscensatte han den första professionella uppsättningen av Pippi Långstrump julen 1948. Astrid Lindgren skrev manuskriptet och Per-Martin Hamberg skapade musiken. Viveca Serlachius spelade Pippi. Julen 1949 regisserade Kinch pjäsen Snövit av Lindgren, och året efter, 1950, hade Pippi Långstrump nypremiär. Kinch gjorde tv- och radioframträdanden fram till två år före sin död och gav även konserter i Stockholm och Göteborg på 1970-talet.
Karl Kinch var gift första gången 1920 med sångaren Kajsa Ranft, dotter till Albert Ranft, och andra gången 1939 med skådespelaren Ka Nerell. Kinch är far till regissören Olle Kinch och radioreportern Lasse Kinch.  Han var bror till Knut Kinch.
Karl Kinch är gravsatt i minneslunden på Norra begravningsplatsen utanför Stockholm.

## Filmografi
- 1936 – Min svärmor - dansösen
- 1936 – 65, 66 och jag
- 1940 – Alle man på post
- 1941 – Springpojkar är vi allihopa
- 1942 – Halta Lottas krog
- 1947 – Sången om Stockholm
- 1951 – Livat på luckan

## Teater

### Roller (ej komplett)
| År   | Roll                           | Produktion                                                                             | Regi                    | Teater                  |
| ---- | ------------------------------ | -------------------------------------------------------------------------------------- | ----------------------- | ----------------------- |
| 1915 | Prins Frittelini               | Lyckoflickan (La Mascotte) Edmond Audran, Alfred Duru och Henri Charles Chivot         | Axel Ringvall           | Oscarsteatern           |
| 1917 | Gesanten i gult                | Kejsarinnan Maria Théresia (Die Kaiserin) Leo Fall, Julius Brammer och Alfred Grünwald | Oskar Textorius         | Oscarsteatern           |
| 1920 |                                | Röda rosor (Die ideale Gattin) Franz Lehár, Julius Brammer och Alfred Grünwald         | August Bodén            | Stora teatern           |
| 1933 |                                | Madame Favart Jacques Offenbach                                                        | Karl Kinch              | Stora Teatern           |
| 1935 | Curry                          | Flickan i frack Hjalmar Bergman                                                        | Per Lindberg Karl Kinch | Vasateatern             |
| 1935 | Lancelot                       | Köpmannen i Venedig (The Merchant of Venice) William Shakespeare                       | Per Lindberg            | Vasateatern             |
| 1937 | Jack Crawford Pendelton Brooks | Jill Darling Marriott Edgar och Vivian Ellis                                           | Karl Kinch              | Oscarsteatern           |
| 1939 | Filosel                        | Min syster och jag (Meine Schwester und ich) Ralph Benatzky och Robert Blum            | Karl Kinch              | Folkan                  |
| 1942 |                                | Mazurka (Polnische Hochzeit) Joseph Beer, Fritz Löhner-Beda, Alfred Grünwald           | Karl Kinch              | Skansens friluftsteater |
| 1969 | Harry Trevor/Baptista          | Kiss Me, Kate Cole Porter, Samuel Spewack och Bella Spewack                            | Bo Forsberg             | Riksteatern             |
| 1970 |                                | En folkefiende Henrik Ibsen                                                            | Tom Lagerborg           | Örebroensemblen         |

### Regi (ej komplett)
| År   | Produktion                                 | Upphovsmän                                       | Teater                                              |
| ---- | ------------------------------------------ | ------------------------------------------------ | --------------------------------------------------- |
| 1933 | Madame Favart                              | Jacques Offenbach                                | Stora Teatern                                       |
| 1935 | Flickan i frack                            | Hjalmar Bergman                                  | Vasateatern regi tillsammans med Per Lindberg       |
| 1936 | Geishan The Geisha, a story of a tea house | Owen Hall och Sidney Jones                       | Oscarsteatern                                       |
| 1936 | Oh, du milde Antonius Der heilige Antonius | A Fenclo, Georg Brada och Jara Beneš             | Oscarsteatern regi tillsammans med Carl Johannesson |
| 1936 | Ökensången The Desert Song                 | Sigmund Romberg och Oscar Hammerstein            | Oscarsteatern                                       |
| 1937 | Jill Darling                               | Marriott Edgar och Vivian Ellis                  | Oscarsteatern                                       |
| 1939 | Min syster och jag Meine Schwester und ich | Ralph Benatzky, Georges Berr och Louis Verneuil  | Folkan                                              |
| 1941 | Tiggarstudenten Der Bettelstudent          | Karl Millöcker, Richard Genée och Friedrich Zell | Skansens friluftsteater                             |
| 1942 | Mazurka Polnische Hochzeit                 | Joseph Beer, Fritz Löhner-Beda, Alfred Grünwald  | Skansens friluftsteater                             |
| 1949 | Snövit och dvärgarna                       | Astrid Lindgren                                  | Oscarsteatern                                       |